# Neotanygastrella miti
Neotanygastrella miti är en tvåvingeart som beskrevs av Burla 1954. Neotanygastrella miti ingår i släktet Neotanygastrella och familjen daggflugor.
Artens utbredningsområde är Elfenbenskusten. Inga underarter finns listade i Catalogue of Life.